# Shorttrack-Weltmeisterschaften 2003
Die Shorttrack-Weltmeisterschaften 2003 fanden vom 21. bis 23. März 2003 in Warschau statt. Die Titelkämpfe wurden damit erstmals in Polen ausgetragen. Ausrichter war die Internationale Eislaufunion (ISU).
Insgesamt wurden zwölf Wettbewerbe ausgetragen. Es gab, jeweils für Frauen und Männer, einen Mehrkampf sowie Einzelrennen über 500, 1000 und 1500 Meter. Die acht in der Mehrkampfwertung am besten platzierten Läufer nach diesen drei Strecken traten außerdem über 3000 Meter an. Zusätzlich gab es Staffelwettbewerbe, bei den Frauen über 3000 Meter und bei den Männern über 5000 Meter.
In den Mehrkampf flossen die erzielten Ergebnisse über die vier Einzelstrecken ein. Der Erstplatzierte in einem Einzelrennen bekam 34 Punkte, der Zweite 21, der Dritte 13, der Vierte acht, der Fünfte fünf, der Sechste drei, der Siebte zwei und der Achte einen. Allerdings wurden nur Punkte vergeben, wenn der Läufer das Finale erreichte. Bei einer Disqualifikation wurden keine Punkte zuerkannt. Die Addition der erzielten Punkte eines Läufers ergab das Endklassement im Mehrkampf.
Die Wettbewerbe wurden abermals von südkoreanischen und chinesischen Athleten dominiert. Bei den Männern war Ahn Hyun-soo mit vier Titeln der erfolgreichste Athlet, Li Jiajun gewann deren zwei. Bei den Frauen waren die Wettbewerbe ausgeglichener. Die vier Einzelstrecken wurden von vier verschiedenen Läuferinnen gewonnen. Einzig die Bulgarin Ewgenija Radanowa konnte mit ihrem Sieg über 1000 Meter die Phalanx der asiatischen Läuferinnen durchbrechen. In den Staffeln setzte sich bei den Männern das südkoreanische und bei den Frauen das chinesische Quartett durch.

## Teilnehmende Nationen
Insgesamt nahmen an der Weltmeisterschaft 34 Länder mit insgesamt 146 Athleten, 67 Frauen und 79 Männer, teil.
| Teilnehmende Nationen (Frauen/Männer) | Teilnehmende Nationen (Frauen/Männer)                                                                             | Teilnehmende Nationen (Frauen/Männer)                                                                                      | Teilnehmende Nationen (Frauen/Männer)                                                                                                | Teilnehmende Nationen (Frauen/Männer) |
| --- | --- | --- | --- | ------------------------------------- |
| Australien (0/2) Belgien (0/2) Bulgarien (5/2) Volksrepublik China (5/5) Chinesisch Taipeh (1/2) Deutschland (5/5) Frankreich (2/1) Großbritannien (2/2) | Hongkong (2/0) Israel (1/2) Italien (5/5) Japan (5/5) Kanada (5/5) Kasachstan (0/2) Kroatien (0/2) Lettland (2/2) | Litauen (0/1) Neuseeland (0/1) Niederlande (2/2) Polen (0/2) Österreich (1/2) Rumänien (2/2) Russland (2/2) Schweden (1/0) | Schweiz (0/2) Slowakei (0/2) Slowenien (2/1) Serbien und Montenegro (0/1) Südkorea (5/5) Tschechien (2/1) Ukraine (1/2) Ungarn (2/2) | USA (5/5) Belarus (2/2)               |

## Zeitplan
Der Zeitplan war parallel für Frauen und Männer wie folgt gestaltet.
Freitag, 21. März 2003
- 1500 m: Vorlauf, Halbfinale, Finale
- Staffel: Halbfinale (Frauen)

Samstag, 22. März 2003
- 500 m: Vorlauf, Viertelfinale, Halbfinale, Finale
- Staffel: Halbfinale (Männer)

Sonntag, 23. März 2003
- 1000 m: Vorlauf, Halbfinale, Finale
- 3000 m: Superfinale
- Staffel: Finale

## Ergebnisse

### Frauen

#### Mehrkampf
- In den Spalten 1500, 500, 1000 und 3000 m ist erst angegeben, welche Platzierung der Athlet erreichte, dahinter in Klammern, wie viele Punkte er dafür erhielt.

| Rang | Name                | Punkte | 500 m   | 1000 m | 1500 m | 3000 m |
| ---- | ------------------- | ------ | ------- | ------ | ------ | ------ |
| 1.   | Choi Eun-kyung      | 76     | 7 (0)   | 2 (21) | 1 (34) | 2 (21) |
| 2.   | Yang Yang (A)       | 68     | 1 (34)  | 3 (13) | 3 (13) | 4 (8)  |
| 3.   | Kim Min-jee         | 55     | 9 (0)   | 7 (0)  | 2 (21) | 1 (34) |
| 4.   | Ewgenija Radanowa   | 41     | DSQ (0) | 1 (34) | 5 (5)  | 7 (2)  |
| 5.   | Amélie Goulet-Nadon | 26     | 2 (21)  | 6 (0)  | 7 (0)  | 5 (5)  |
| 6.   | Cho Ha-ri           | 21     | 22 (0)  | 4 (8)  | 6 (0)  | 3 (13) |
| 7.   | Stéphanie Bouvier   | 19     | 4 (8)   | 8 (0)  | 4 (8)  | 6 (3)  |
| 8.   | Fu Tianyu           | 14     | 3 (13)  | 5 (0)  | 15 (0) | 8 (1)  |

#### 500 Meter
| Rang | Name                | Zeit            |
| ---- | ------------------- | --------------- |
| 1.   | Yang Yang (A)       | 46,270 s        |
| 2.   | Amélie Goulet-Nadon | 46,314 s        |
| 3.   | Fu Tianyu           | 46,319 s        |
| 4.   | Stéphanie Bouvier   | 46,452 s        |
| 5.   | Sarah Lindsay       | 45,774 s        |
| 6.   | Alanna Kraus        | 46,055 s        |
| 7.   | Choi Eun-kyung      | 46,094 s        |
| 8.   | Wang Meng           | 1:06,285 min    |
| 9.   | Kim Min-jee         | disqualifiziert |

Datum: 22. März 2003
Rang 1–4 im Finale, Rang 5–9 im Halbfinale.

#### 1000 Meter
| Rang | Name                | Zeit            |
| ---- | ------------------- | --------------- |
| 1.   | Ewgenija Radanowa   | 1:31,594 min    |
| 2.   | Choi Eun-kyung      | 1:31,709 min    |
| 3.   | Yang Yang (A)       | 1:31,784 min    |
| 4.   | Cho Ha-ri           | 1:32,019 min    |
| 5.   | Fu Tianyu           | 1:32,014 min    |
| 6.   | Amélie Goulet-Nadon | 1:32,020 min    |
| 7.   | Kim Min-jee         | disqualifiziert |
| 8.   | Stéphanie Bouvier   | disqualifiziert |

Datum: 23. März 2003
Rang 1–4 im Finale, Rang 5–8 im Halbfinale.

#### 1500 Meter
| Rang | Name              | Zeit            |
| ---- | ----------------- | --------------- |
| 1.   | Choi Eun-kyung    | 2:24,866 min    |
| 2.   | Kim Min-jee       | 2:24,942 min    |
| 3.   | Yang Yang (A)     | 2:25,147 min    |
| 4.   | Stéphanie Bouvier | 2:25,302 min    |
| 5.   | Ewgenija Radanowa | 2:26,536 min    |
| 6.   | Cho Ha-ri         | disqualifiziert |

Datum: 21. März 2003
Rang 1–6 im Finale.

#### 3000 Meter Superfinale
| Rang | Name                | Zeit         |
| ---- | ------------------- | ------------ |
| 1.   | Kim Min-jee         | 5:31,650 min |
| 2.   | Choi Eun-kyung      | 5:31,660 min |
| 3.   | Cho Ha-ri           | 5:31,755 min |
| 4.   | Yang Yang (A)       | 5:31,772 min |
| 5.   | Amélie Goulet-Nadon | 5:32,347 min |
| 6.   | Stéphanie Bouvier   | 5:33,893 min |
| 7.   | Ewgenija Radanowa   | 5:37,677 min |
| 8.   | Fu Tianyu           | 6:19,767 min |

Datum: 23. März 2003
Superfinale der acht besten Mehrkämpferinnen nach drei Strecken.

#### 3000 Meter Staffel
| Rang | Name                                                                              | Zeit         |
| ---- | --------------------------------------------------------------------------------- | ------------ |
| 1.   | Volksrepublik ChinaWang Chunlu Fu Tianyu Wang Meng Yang Yang (A)                  | 4:22,030 min |
| 2.   | KanadaTania Vicent Alanna Kraus Annie Perreault Amélie Goulet-Nadon               | 4:22,653 min |
| 3.   | BulgarienMarina Georgiewa-Nikolowa Ewgenija Radanowa Anna Krastewa Daniela Wlaewa | 4:23,600 min |
| 4.   | ItalienMara Zini Katia Zini Evelina Rodigari Marta Capurso                        | 4:23,626 min |

Datum: 21. bis 23. März 2003
4 Staffeln im Finale.

### Männer

#### Mehrkampf
- In den Spalten 1500, 500, 1000 und 3000 m ist erst angegeben, welche Platzierung der Athlet erreichte, dahinter in Klammern, wie viele Punkte er dafür erhielt.

| Rang | Name                  | Punkte | 500 m  | 1000 m | 1500 m | 3000 m |
| ---- | --------------------- | ------ | ------ | ------ | ------ | ------ |
| 1.   | Ahn Hyun-soo          | 89     | 7 (0)  | 2 (21) | 1 (34) | 1 (34) |
| 2.   | Li Jiajun             | 76     | 1 (34) | 1 (34) | 7 (0)  | 4 (8)  |
| 3.   | Song Suk-woo          | 52     | 3 (13) | 5 (5)  | 2 (21) | 3 (13) |
| 4.   | Apolo Anton Ohno      | 34     | 5 (5)  | 17 (0) | 4 (8)  | 2 (21) |
| 5.   | Jean-François Monette | 28     | 4 (8)  | 3 (13) | 5 (5)  | 7 (2)  |
| 6.   | Lee Seung-jae         | 24     | 8 (0)  | 4 (8)  | 3 (13) | 6 (3)  |
| 7.   | Li Ye                 | 21     | 2 (21) | 7 (0)  | 13 (0) | 9 (0)  |
| 8.   | Jonathan Guilmette    | 8      | 6 (3)  | 9 (0)  | 11 (0) | 5 (5)  |

#### 500 Meter
| Rang | Name                  | Zeit            |
| ---- | --------------------- | --------------- |
| 1.   | Li Jiajun             | 43,210 s        |
| 2.   | Li Ye                 | 43,291 s        |
| 3.   | Song Suk-woo          | 43,377 s        |
| 4.   | Jean-François Monette | 43,416 s        |
| 5.   | Apolo Anton Ohno      | 44,038 s        |
| 6.   | Jonathan Guilmette    | 56,032 s        |
| 7.   | Ahn Hyun-soo          | disqualifiziert |
| 8.   | Lee Seung-jae         | disqualifiziert |

Datum: 22. März 2003
Rang 1–6 im Finale, Rang 7–8 im Halbfinale.

#### 1000 Meter
| Rang | Name                  | Zeit            |
| ---- | --------------------- | --------------- |
| 1.   | Li Jiajun             | 1:28,391 min    |
| 2.   | Ahn Hyun-soo          | 1:28,450 min    |
| 3.   | Jean-François Monette | 1:28,510 min    |
| 4.   | Lee Seung-jae         | 1:28,599 min    |
| 5.   | Song Suk-woo          | 1:28,614 min    |
| 6.   | Jeffrey Scholten      | 1:29,636 min    |
| 7.   | Li Ye                 | 1:29,826 min    |
| 8.   | Krystian Zdrojkowski  | 1:32,141 min    |
| 9.   | Jonathan Guilmette    | disqualifiziert |

Datum: 23. März 2003
Rang 1–5 im Finale, Rang 6–9 im Halbfinale.

#### 1500 Meter
| Rang | Name                  | Zeit         |
| ---- | --------------------- | ------------ |
| 1.   | Ahn Hyun-soo          | 2:25,271 min |
| 2.   | Song Suk-woo          | 2:25,326 min |
| 3.   | Lee Seung-jae         | 2:25,390 min |
| 4.   | Apolo Anton Ohno      | 2:25,625 min |
| 5.   | Jean-François Monette | 2:25,712 min |
| 6.   | Jeffrey Scholten      | 2:26,414 min |

Datum: 21. März 2003
Rang 1–6 im Finale.

#### 3000 Meter Superfinale
| Rang | Name                  | Zeit         |
| ---- | --------------------- | ------------ |
| 1.   | Ahn Hyun-soo          | 4:58,297 min |
| 2.   | Apolo Anton Ohno      | 4:58,699 min |
| 3.   | Song Suk-woo          | 4:59,035 min |
| 4.   | Li Jiajun             | 4:59,214 min |
| 5.   | Jonathan Guilmette    | 4:59,851 min |
| 6.   | Lee Seung-jae         | 5:00,017 min |
| 7.   | Jean-François Monette | 5:00,531 min |
| 8.   | Jeffrey Scholten      | 5:03,029 min |
| 9.   | Li Ye                 | 5:05,261 min |

Datum: 23. März 2003
Superfinale der acht besten Mehrkämpfer nach drei Strecken. Wegen Punktgleichheit auf Gesamtrang acht starteten insgesamt neun Läufer.

#### 5000 Meter Staffel
| Rang | Name                                                                        | Zeit         |
| ---- | --------------------------------------------------------------------------- | ------------ |
| 1.   | SüdkoreaYeo Jun-hyung Oh Se-jong Lee Seung-jae Ahn Hyun-soo                 | 6:55,975 min |
| 2.   | KanadaJean-François Monette Jonathan Guilmette Mathieu Turcotte Éric Bédard | 6:56,465 min |
| 3.   | Volksrepublik ChinaGuo Wei Li Ye Li Jiajun Li Haonan                        | 6:57,052 min |
| 4.   | ItalienFabio Carta Michele Antonioli Nicola Rodigari Nicola Franceschina    | 6:57,208 min |

Datum: 22. bis 23. März 2003
4 Staffeln im Finale.

## Medaillenspiegel
| Rang   | Nation              | Gold | Silber | Bronze | Gesamt |
| ------ | ------------------- | ---- | ------ | ------ | ------ |
| 1      | Südkorea            | 7    | 5      | 6      | 18     |
| 2      | Volksrepublik China | 4    | 3      | 4      | 11     |
| 3      | Bulgarien           | 1    | –      | 1      | 2      |
| 4      | Kanada              | –    | 3      | 1      | 4      |
| 5      | Vereinigte Staaten  | –    | 1      | –      | 1      |
| Gesamt | Gesamt              | 12   | 12     | 12     | 36     |